# ジョン・ポール・オウル
ジョン・ポール・オウル(John Paul Oulu、不明 – 2009年3月5日)は、ケニアの人権活動家 (Human rights activist) 、元ナイロビ大学の学生自治会の委員。
2009年3月5日、ナイロビにてラッシュアワーの中で座っているところを射撃された。このとき同時に法律家であり、オスカー財団の創始者でもあるオスカー・カマウ・キンガラ (Oscar Kamau Kingara) も同時に殺されている。